# 에드워드 위튼
에드워드 위튼(영어: Edward Witten IPA: [ˈɛdwɚd ˈwɪtən], 1951년 8월 26일~)은 미국의 수리물리학자이자 이론물리학자이다. 프린스턴 고등연구소(IAS)의 교수이다.

## 생애 및 경력
1951년, 위튼은 미국 메릴랜드주의 볼티모어의 유대계 가정에서 태어났다. 그의 아버지는 중력과 일반 상대성이론에 대해 연구하던 이론물리학자 루이스 위튼이었다.
15세에 브랜다이스 대학교에 입학하여 역사학을 전공했으며, 1971년 졸업 후 저널리스트로 일했다. 1972년 미국 대통령 선거 당시에는 리처드 닉슨의 재선을 막기 위해 민주당 조지 맥거번의 선거 운동 참모로 일하였다. 그러나 주 선거인단 49:2라는 압도적 패배로 선거에 패배하자 위튼은 현실 정치에 환멸을 느끼고 저널리스트를 그만두게 된다.
경제학과 응용수학을 한 학기 씩 공부해보고 흥미를 느끼지 못한 위튼은 홀연히 물리학으로 관심을 돌려 프린스턴 대학교 물리학과에 진학하였으며, 1976년 25세의 나이로 박사학위를 받게 된다. 이후 하버드 대학교 등에서 강의하였으며, 28세에 프린스턴 대학교 정교수가 되었다. 이 모든 것이 물리학에 입문한지 불과 5년만에 이룬 성과였다.

## 연구 업적
현재 고에너지 물리학에서 표준 모형의 최대 난점인 중력과 양자론 사이의 모순을 해결할 수 있는 강력한 양자 중력 이론의 후보로 끈이론을 꼽고 있는데, 위튼은 이 끈이론의 제1인자로 평가받고 있다. 끈이론의 초대칭 버전인 초끈이론은 열 개의 시공간 차원 중 여섯 개의 차원이 칼라비-야우 다양체의 형태로 꼬여 있다고 보는데, 1970년대 난부 요이치로, 홀거 닐센, 레너드 서스킨드에 의해 처음 제기된 이후, 여러 어려움 속에 발전을 거듭하다가 1980년대 후반 이후에는 이렇다 할 진전 없이 정체되는 상황에 처하였다. 10차원 상에서의 끈 이론이 5가지나 존재하는 등의 모순과 그 수학적 난해함으로 인하여, 물리학자들이 끈 이론의 효용성에 대해 의심하면서 회의적인 분위기가 조성되고 있었다. 그러나 1995년 USC에서 열린 학회에서 위튼이 이들 다섯 가지 끈 이론이 그보다 한 차원 더 높은 11차원에 존재하는 M이론으로 통합된다고 선언함으로써 끈 이론의 2차 혁명이 시작되게 된다.
한편 1990년 일본 교토에서 열린 국제 수학자 회의에서, 위튼은 비수학자로서는 최초이자 최후로 필즈상을 수상하였다. 필즈상 위원회가 공식적으로 언급한 공헌으로는 아인슈타인 방정식에 관한 리차드 쉔과 야우싱퉁의 양 에너지 정리의 새로운 증명도 포함되어 있다.